# رودریگو مورا
رودریگو مورا (انگلیسی: Rodrigo Mora؛ زادهٔ ۲۹ اکتبر ۱۹۸۷) بازیکن فوتبال بازنشسته اهل اروگوئه است.
از باشگاه‌هایی که در آن بازی کرده‌است می‌توان به باشگاه ورزشی بنفیکا، باشگاه فوتبال ریور پلاته، باشگاه ورزشی دفنسور، باشگاه فوتبال النصر عربستان سعودی، باشگاه فوتبال پنیارول، باشگاه فوتبال سرو، و باشگاه فوتبال یونیورسیداد شیلی اشاره کرد.